# Applia Danmark
APPLiA Danmark er en brancheorganisation i Danmark, der varetager interesser for producenter og importører af hårde hvidevarer og små elektriske husholdningsapparater.
Organisationen blev stiftet i 1960 som FEHA – en fabrikantforening for danske producenter af hvidevarer. Hvidevarebranchen i Danmark opstod i starten af det 20. århundrede – ofte med udgangspunkt i lokale smedevirksomheder, fx Gram i Vojens og Voss i Fredericia.
Efter 2. verdenskrig blev Danmark i høj grad et produktionsland for hvidevarer. Især eksporten af køle- og fryseskabe stod stærkt og overgik indtil midten af 1990'erne importen af hvidevarer. I dag har APPLiA Danmark to danskejede medlemsvirksomheder – Nilfisk og Thermex.
Gennem årene har organisationen været aktiv inden for energi og miljø. Således var man aktiv ved etablering af de fælleseuropæiske energimærkning i 1990'erne, samt etableringen af producentansvaret for elektronik fra 2005 og fremad.
Forbrugerne i Danmark køber hvidevarer og små elektroniske husholdningsapparater for ca. 8,5 mia. DKK om året (2020 – kilde GfK).
Medlemmer af APPLiA Danmark er de kendte internationale varemærker som fx Bosch, Siemens, Electrolux, Miele, Whirlpool, Samsung, Gorenje, Grundig, Nespresso og Philips. Hertil kommer danske virksomheder som Gram, Nilfisk og Thermex.
Det nuværende navn blev indført i 2018. Fra 2019 varetager foreningen også interesserne for producenter og importører af forbrugerelektronik (radio/tv) i Danmark.
Direktøren er Henrik Egede. APPLiA Danmark er en del af APPLiA Europe, og navnet er en reference til Home Appliances.